# ریخت (ریاضیات)
ریخت یا ریختار (به انگلیسی: morphism) در ریاضیات و به‌خصوص در نظریه رسته‌ها (که آنجا پیکان نام دارد)، یک «نگاشت حافظِ ساختار» از یک «ساختار ریاضی» به «ساختار دیگر هم نوع» است. مفهوم ریخت، در ریاضیات معاصر زیاد دیده شده‌است. در نظریه مجموعه‌ها، ریختار همان تابع است؛ در جبر خطی، همان نگاشت خطی است؛ در نظریه گروه‌ها همان هم‌ریختی‌های گروهی است، و در توپولوژی، ریختار همان تابع پیوسته است و غیره.
در نظریه رسته‌ها، ریختار مفهومی گسترده‌تر و مشابه است: نیازی نیست که اشیای ریاضی درگیر حتماً مجموعه باشد، و رابطه بین آن‌ها می‌تواند متفاوت با نگاشت باشد، اگرچه ریختار بین اشیاء موجود در یک رسته معین باید مشابه نگاشت رفتار کند، یعنی باید یک عمل انجمنی را بپذیرد مثل ترکیب توابع. یک ساختار در نظریه رسته نوعی انتزاع برای همریختی است.
مطالعه ریختارها و ساختارهایی (که شیء نام دارد) است که روی آن تعریف شده‌اند، یک فعالیت اساسی در نظریه رسته‌ها است. بیشتر اصطلاح‌های ریختارها، مثل بینش مبنایی آن‌ها، از رسته‌های ملموس گرفته شده‌اند، که در آن «اشیاء» همان «مجموعه‌هایی با یک ساختار اضافی» هستند، و «ریختارها»، همان «توابع حافظ-ساختار» هستند. در نظریه رسته‌ها، گاهی به ریختارها، پیکان (به انگلیسی: arrows) هم گفته می‌شود.
مطالعه پیکان‌ها و اشیاء که به روی آنها تعریف شده‌اند، ایده‌ای اساسی در نظریه رسته هاست. بسیاری از اصطلاحات مربوط به ریخت‌ها و همچنین شهود پشتشان، از رسته‌های ملموس می‌آیند، که در آنها اشیاء به سادگی مجموعه‌هایی با ساختار اضافی و ریخت‌ها، توابع حافظ ساختارند.

## تعریف
رسته C شامل دو کلاس است: یکی از اشیاء و دیگر از ریخت‌ها. به هر ریختار دو شیء منتسب می‌شود، مبدأ و مقصد (هدف). یک ریختار f با مبدأ X و مقصد Y به صورت f: X → Y نوشته می‌شود، و به صورت نموداری توسط یک پیکان از X به Y نمایش داده می‌شود.
برای بسیاری از رسته‌های معمول، اشیاء مجموعه هستند (که اغلب یک ساختار اضافی هم دارند) و ریختارها توابعی از یک شیء به شیء دیگر هستند. ازاین‌رو، مبدأ و مقصد یک ریختار به ترتیب دامنه و هم‌دامنه نامیده می‌شوند.
ریختارها به یک عمل دودویی جزئی مجهزاند، که ترکیب نامیده می‌شوند. ترکیب دو ریختار f و g وقتی تعریف دقیق دارد که که مقصد f برابر مبدأ g باشد، و به صورت g ∘ f (یا گاهی به صورت ساده‌تر gf) نمایش داده می‌شوند. مبدأ g ∘ f برابر مبدأ f، و مقصد g ∘ f برابر مقصد g است. ترکیب دو اصل موضوع را برآورده می‌سازد:
همانی
برای هر شیء X، یک ریختار idX: X → X وجود دارد که به آن ریختار همانی روی X می‌گویند، به این روش که برای هر ریختار f: A → B داریم idB ∘ f = f = f ∘ idA.
انجمنیh ∘ (g ∘ f) = (h ∘ g) ∘ f برقرار است هر وقت همه ترکیب‌ها تعریف شده باشد، یعنی وقتیکه مقصد f برابر مبدأ g باشد و مقصد g برابر مبدأ h باشد.
برای رسته‌های محکم (رسته‌ای که در آن اشیاء برابر مجموعه‌ها (همراه با ساختار اضافی) هستند، و ریختارها همان توابع حافظ-ساختار هستند)، ریختار همانی برابر تابع همانی است، و ترکیب برابر ترکیب معمولی توابع است.
ترکیب ریختارها اغلب توسط یک نمودار جابجایی نمایش داده می‌شود. برای مثال،
گردآورد همه ریختارها از X به Y به صورت HomC(X,Y) یا به صورت ساده‌تر Hom(X, Y) نشان داده می‌شود و به آن hom-set بین X و Y گفته می‌شود. گاهی نویسندگان آن را به صورت MorC(X,Y)، Mor(X, Y)، یا C(X, Y) می‌نویسند. توجه کنید که عبارت hom-set گاهی نام اشتباهی است، زیرا لازم نیست که گردآورد ریختارها حتماً یک مجموعه باشد؛ یک مجموعه که در آن Hom(X, Y) برای همه اشیای X و Y یک مجموعه است، محلی کوچک نامیده می‌شود. به این دلیل که احتمال دارد که hom-setها مجموعه نباشند، بعضی نویسندگان استفاده از اصطلاح "hom-class" را ترجیح می‌دهند.
دقت کنید که دامنه و هم‌دامنه در حقیقت بخشی از اطلاعاتی است که یک ریختار را تعیین می‌کنند. برای مثال، در رسته مجموعه‌ها، که در آن ریختارها تابع هستند، دو تابع به صورت مجموعه جفت‌مرتب می‌تواند برابر باشند (می‌توانند برد مشابهی داشته باشند) درحالی‌که ممکن است هم‌دامنه متفاوتی داشته باشند. دو تابع از دیدگاه نظریه رسته متفاوت اند. از این رو بسیاری از نویسندگان ضروری می‌دانند تا کلاس-هوم‌ها Hom(X, Y) مجزا باشند. این موضوع در عمل مشکل‌ساز نیست، زیرا اگر این مجزابودن برقرار نباشد، می‌توان با پیونددادن دامنه و هم‌دامنه به ریختار از آن مطمئن شد (مثلا به عنوان مولفه‌های دوم و سوم یک سه‌تایی مرتب).

## بعضی از ریختارهای خاص

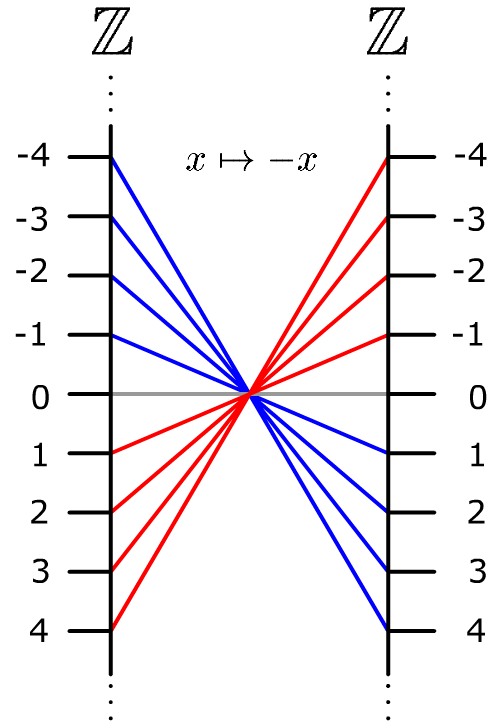
شرحی از اتوریختار

### مونوریختار و اپی‌ریختار
یک ریختار f: X → Y وقتی مونوریختار نام دارد اگر f ∘ g1 = f ∘ g2 پیامد بدهد که g1 = g2 است برای همه ریختارهای g1 ،g2: Z → X برقرار باشد. به یک مونوریختار به صورت خلاصه مونو هم گفته می‌شود، و به صورت صفتی از واژه مونیک هم استفاده می‌شود. یک ریختار f یک وارون چپ دارد یا یک مونوریختار تجزیه‌ای است اگر یک ریختار g: Y → X موجود باشد که g ∘ f = idX است. از این رو f ∘ g: Y → Y خودتوان است؛ یعنی (f ∘ g)2 = f ∘ (g ∘ f) ∘ g = f ∘ g است. وارون چپ g یک استرداد برای f نام دارد.
ریختارهای دارای وارون چپ همیشه مونوریختار هستند، اما همیشه برعکس آن برقرار نیست؛ یک مونوریختار ممکن است وارون چپ نداشته باشد. در رسته ملموس، تابعی که وارون چپ دارد، یک‌به‌یک است. از این رو در رسته‌های ملموس، مونوریختارها معمولاً، و نه همیشه، پوشا هستند. شرط پوشا بودن قوی‌تر از شرط مونوریختار بودن است، اما از شرط منوریختار تجزبه‌ای ضعیف‌تر است.
دوگان مونوساختارها، یک ساختار به صورت f: X → Y است که اپی‌ریختار نام‌دارد اگر g1 ∘ f = g2 ∘ f پیامد بدهد g1 = g2 و برای همه ریختارهای g1, g2: Y → Z برقرار باشد. به اپی‌ریختار به صورت خلاصه اپی هم گفته می‌شود، و ما می‌توانیم از صفت اپیک هم استفاده کنیم. یک ریختار f دارای وارون راست است یا یک ریختار مجزا است اگر یک ریختار g: Y → X موجود باشد که f ∘ g = idY برقرار باشد. وارون راست g یک بخش (به انگلیسی: section) از f نامیده می‌شود. ریختارهایی که وارون راست دارند همیشه اپی‌ریختار هستند، اما برعکس همیشه درست نیست، یعنی یک اپی‌ریختار ممکن است وارون راست نداشته باشد.
اگر یک مونوریختار f توسط یک وارون چپ g تجزیه شود، آنوقت g یک اپی‌ریختار تجزیه‌ای با وارون راست f است. در رسته‌های ملموس، تابعی که وارون راست دارد، پوشا است. ازاین‌رو در رسته‌های ملموس، اپی‌ریختارها معمولاً، ولی نه همیشه، پوشا هستند. شرط پوشا بودن قوی‌تر از شرط اپی‌ریختار بودن است، اما ضعیف‌تر از اپی‌ریختار تجزیه‌ای بودن است. در رسته مجموعه‌ها، این بیانیه که «هر پوشا یک بخش دارد» هم‌ارز با اصل موضوع انتخاب است.
یک ریختار که هم اپی‌ریختار و هم مونوریختار است، دوریختار (به انگلیسی: bimorphism) نامیده می‌شود.

### ایزوریختار
یک ریختار f: X → Y در صورتی ایزوریختار نام دارد که ریختاری g: Y → X موجود باشد که f ∘ g = idY و g ∘ f = idX برقرار باشد. اگر یک ریختار هم راست-وارون و هم چپ-وارون داشته باشد، آنوقت این دو وارون برابر هستند، از این رو f یک ایزوریختار است، و به g به سادگی وارون برای f نامیده می‌شود. ریختارهای وارون، اگر موجود باشند، یکتا هستند. وارون g یک ایزوریختار هم هست، که وارون f دارد. دو شیء با یک ایزوریختار بین آن‌ها را ایزوریخت یا معادل می‌نامند.
درحالی‌که هر ایزوریختار یک دوریخت هم هست، یک دوریخت الزاماً یک ایزوریختار نیست. برای مثال، در رسته حلقه‌های جابجایی، شمول Z → Q یک دوریختار است که ایزوریختار نیست. بااین‌حال، هر ریختاری که هم اپی‌ریختار و هم یک مونوریختار تجزیه‌ای است، یا اینکه هم یک مونوریختار باشد و هم یک اپی‌ریختار تجزیه‌ای باشد، آنوقت باید حتما یک ایزوریختار هم باشد. یک رسته، مثل یک مجموعه، که در آن هر دوریختار یک ایزوریختار هم هست، یک رسته متوازن نام دارد.

### اندوریختار و اتوریختار
یک ریختار f: X → X (یعنی، یک ریختار که مبدأ و مقصد همانی دارد) یک اندوریختار X است. یک اندوریختار تجزیه‌ای یک اندوریختار خودتوان f است اگر f تجزیه f = h ∘ g را با g ∘ h = id بپذیرد. به‌خصوص یک پاکت کروبی (به انگلیسی: Karoubi envelope) برای یک رسته هر ریختار خودتوان را تجزیه می‌کند.
یک اتوریختار، یک ریختار است که هم اندوریختار است و هم ایزوریختار است، و در هر رسته، اتوریختار یک شیء همیشه یک گروه می‌سازد، که گروه اتوریختار برای شیء نامیده می‌شود.

## مثال‌ها
- برای ساختارهای جبری که در جبر معمول هستند، مثل گروه، حلقه، مدول و غیره، ریختارها معمولاً همریخت هستند و مفاهیم ایزوریختار، اتوریختار، اندوریختار، اپی‌ریختار، و مونوریختار مشابه موارد تعریف شده در بالا هستند.
- با این حال در حالت حلقه‌ها، «اپی‌ریختار» معمولاً به صورت مترادف با «پوشا بودن» درنظر گرفته می‌شود، اگرچه اپی‌ریختار حلقه‌ایهم وجود دارد که پوشا نیست (مثلا وقتیکه اعداد صحیح را در اعداد گویا توکار سازی کرده‌ایم).
- در رسته فضاهای توپولوژیکی، ریختارها توابع پیوسته اند و ایزوریختارها، هومئومورفیسم نامیده می‌شوند. اگرچه تناظرهای دوسویه (یعنی، ایزوریختار برای مجموعه‌ها) هم هستند که هومئومورفیسم نیستند.
- در رسته منیفولدهای هموار، ریختارها همان توابع هموار هستند، و ایزومورفیسم‌ها دیفئومورفیسم نامیده می‌شوند.
- در رسته کوچک، ریختارها تابعگون هستند.
- در رسته تابعگون، ریختارها تبدیل‌های طبیعی هستند.

برای مثال‌های بیشتر نظریه رسته را ببینید.